# Antonella en Concierto con Brenda Asnicar
Antonella en Concierto con Brenda Asnicar —A-Divina Tour— fue la cuarta y última gira musical de la serie de televisión juvenil Patito Feo, liderada exclusivamente por la actriz y cantante argentina Brenda Asnicar, realizada como tour especial para despedir la serie en Europa. La gira comenzó el 2 de abril de 2011 en Nápoles y finalizó el 15 de mayo de 2011 en Roma.

## Antecedentes y recepción

### Éxito internacional y anuncio de la gira
La gira europea, presentada como A-Divina Tour, fue anunciada por Brenda Asnicar en 2010 en sus redes sociales, así como en diversos medios de comunicación, para recorrer diferentes ciudades de España, Italia, Grecia y Portugal.
Tras al éxito de Patito Feo y la popularidad de su personaje, Antonella, la artista se había consolidado como ídolo adolescente, batiendo récords de audiencia en Disney Channel y siendo número uno en las listas de ventas internacionales con sus respectivas bandas sonoras. Asnicar planeaba actuar en los países europeos con un show compuesto por un repertorio especial perteneciente a la telenovela, nuevas canciones que se encontraba escribiendo como solista («Tus juegos», publicada posteriormente en 2011) y diferentes covers («Single Ladies» de Beyoncé), teniendo como invitadas especiales a sus compañeras de elenco Camila Outon y Camila Salazar (quienes interpretaron a Pia y Caterina respectivamente, componentes del grupo Las Divinas).

### Batalla legal entre productores de Patito Feo
Debido a batallas legales en Ideas del Sur sobre los derechos y autoría de Patito Feo, la producción prohibió seguir llevando a cabo más espectáculos remitidos a la telenovela o que incluyesen al elenco de la misma durante la resolución del proceso judicial (en ese momento, la primera parte de Patito Feo: El musical con Laura Esquivel ya había finalizado). Por este motivo, Asnicar decidió presentar su tour de forma independiente como A-Divina Tour (sin hacer referencia al nombre de Patito Feo pero haciendo alusión a su grupo Las Divinas) y se confirmaron las primeras fechas. La gira estaba prevista para comenzar en España, del 28 de abril al 1 de mayo de 2010 en el Teatro Calderón de Madrid. Las entradas se pusieron a la venta el 15 de marzo, de forma exclusiva en El Corte Inglés, las cuales se agotaron en un día.  
Después de la gran acogida por parte del público, Asnicar se encontraba ensayando los números musicales del show con Outon y Salazar, así como preparando el anuncio para el resto de países. A pesar de ser presentado como un espectáculo independiente de la artista y no como un show específico de Patito Feo, la producción desautorizó el uso de canciones pertenecientes a la banda sonora, prohibiendo hacer alusión a la telenovela y al grupo Las Divinas, posponiéndose así el tour de Asnicar debido a la batalla legal entre los productores de Patito Feo.

### Vuelve la gira
Asnicar, con el objetivo de mantener contacto con su público y compensar el aplazamiento de la gira, anunció su primera visita a la televisión en Italia. El 28 de octubre de 2010, la artista fue invitada al programa italiano "Chi ha incastrato Peter Pan?", en el que tuvo encuentro con fanes e interpretó «Tango Llorón» y «Las Divinas». El programa fue seguido por una media de 6 millones de espectadores y alcanzó un 22'85% de cuota de audiencia, rompiendo récord de audiencia en Italia.
Finalmente, tras el proceso judicial, Asnicar confirmó el regreso del tour en febrero de 2011 en sus redes sociales. El A-Divina Tour fue renombrado como Antonella in Concert con Asnicar en solitario. El póster promocional fue presentado en la página web oficial de Patito Feo (incluyendo tanto el nombre de la artista como el logo de la telenovela) y se anunciaron las primeras fechas. Las entradas se pusieron a la venta el 5 de marzo y el tour comenzó el 2 de abril de 2011 en Nápoles, con las localidades agotadas y más de 40.000 entradas vendidas. La artista recorrió 13 ciudades, finalizando la etapa italiana del show el 15 de mayo en Roma, con un éxito masivo de ventas.
La gira estaba prevista para continuar durante el mes de julio en Grecia y España (y posiblemente Portugal), pero nuevos desacuerdos legales entre los productores llevaron a pausar la marca Patito Feo y sus proyectos (entre ellos, una película protagonizada por Asnicar y su compañera de elenco, Laura Esquivel)de forma indefinida, generando una gran lamentación en el público europeo. 

## Sinopsis del concierto
La gira fue protagonizada por Brenda Asnicar y su alter ego: "Antonella". El show está inspirado en el argumento de la serie y muestra al público el corazón de su personaje, presentando toques teatrales por parte de la artista, quien interpreta el repertorio de canciones acompañada de una banda en vivo, un cuerpo de bailarines y coristas. 
La gira recopila en su totalidad la discografía de la serie, extraídas de las tres bandas sonoras, Patito Feo: La historia más linda, Patito Feo en el Teatro y La vida es una fiesta. Durante el show, se presentaron por primera vez canciones inéditas como «¿Por qué a mí?» y «Ser Divina es Algo Especial», además, tres temas fueron especialmente diseñados para el espectáculo musical de Brenda Asnicar: «Una Vez Me Enamoré», «Nunca Hay Que Dejar De Soñar» y «Dónde Me Lleve El Corazón».

## Repertorio
- Acto 1:

1. «Las Divinas» (Intro)
2. «Quiero, Quiero» (Brenda Asnicar)

- Acto 2:

1. «Nene Bailemos» (Brenda Asnicar)

- Acto 3:

1. «Amigos Del Corazón» (Brenda Asnicar)
2. «Un Angolo Del Cuore / Un Rincón Del Corazón» (Brenda Asnicar)

- Acto 4:

1. «Ser Divina Es Algo Especial» (Brenda Asnicar)

- Acto 5:

1. «Una Vez Me Enamoré» (Brenda Asnicar)
2. «Nunca Hay Que Dejar De Soñar» (Brenda Asnicar)

- Acto 6:

1. «Diosa, Única, Bonita» (Brenda Asnicar)

- Acto 7:

1. «Un Poco Más / Nadie Más» (Interludio por Elenco del Tour)
2. «Respeto» (Brenda Asnicar)

- Acto 8:

1. «Somos Las Divinas» (Brenda Asnicar)
2. «¿Por Qué A Mí?» (Brenda Asnicar)
3. «Dónde Me Lleve El Corazón» (Brenda Asnicar)

- Acto 9:

1. «Tango Llorón» (Brenda Asnicar)

- Encore

1. «Las Divinas» (Brenda Asnicar)

## Fechas
| Fecha               | Ciudad    | País   | Lugar               |
| ------------------- | --------- | ------ | ------------------- |
| 2 de abril de 2011  | Nápoles   | Italia | PalaPartenope       |
| 3 de abril de 2011  | Nápoles   | Italia | PalaPartenope       |
| 9 de abril de 2011  | Pescara   | Italia | Teatro Massimo      |
| 10 de abril de 2011 | Pescara   | Italia | Teatro Massimo      |
| 13 de abril de 2011 | Bari      | Italia | Teatro Team         |
| 16 de abril de 2011 | Milán     | Italia | Teatro Smeraldo     |
| 17 de abril de 2011 | Milán     | Italia | Teatro Smeraldo     |
| 23 de abril de 2011 | Catania   | Italia | Teatro Metropolitan |
| 24 de abril de 2011 | Catania   | Italia | Teatro Metropolitan |
| 25 de abril de 2011 | Palermo   | Italia | Teatro al Massimo   |
| 26 de abril de 2011 | Palermo   | Italia | Teatro al Massimo   |
| 28 de abril de 2011 | Catanzaro | Italia | Teatro Politeama    |
| 30 de abril de 2011 | Catania   | Italia | Teatro Metropolitan |
| 1 de mayo de 2011   | Catania   | Italia | Teatro Metropolitan |
| 4 de mayo de 2011   | Turín     | Italia | Teatro Alfieri      |
| 5 de mayo de 2011   | Bolonia   | Italia | Teatro Duse         |
| 6 de mayo de 2011   | Bolonia   | Italia | Teatro Duse         |
| 7 de mayo de 2011   | Padova    | Italia | Gran Teatro Geox    |
| 8 de mayo de 2011   | Padova    | Italia | Gran Teatro Geox    |
| 13 de mayo de 2011  | Florencia | Italia | Teatro Obihall      |
| 14 de mayo de 2011  | Roma      | Italia | GranTeatro          |
| 15 de mayo de 2011  | Roma      | Italia | GranTeatro          |